# Marietta Earthworks

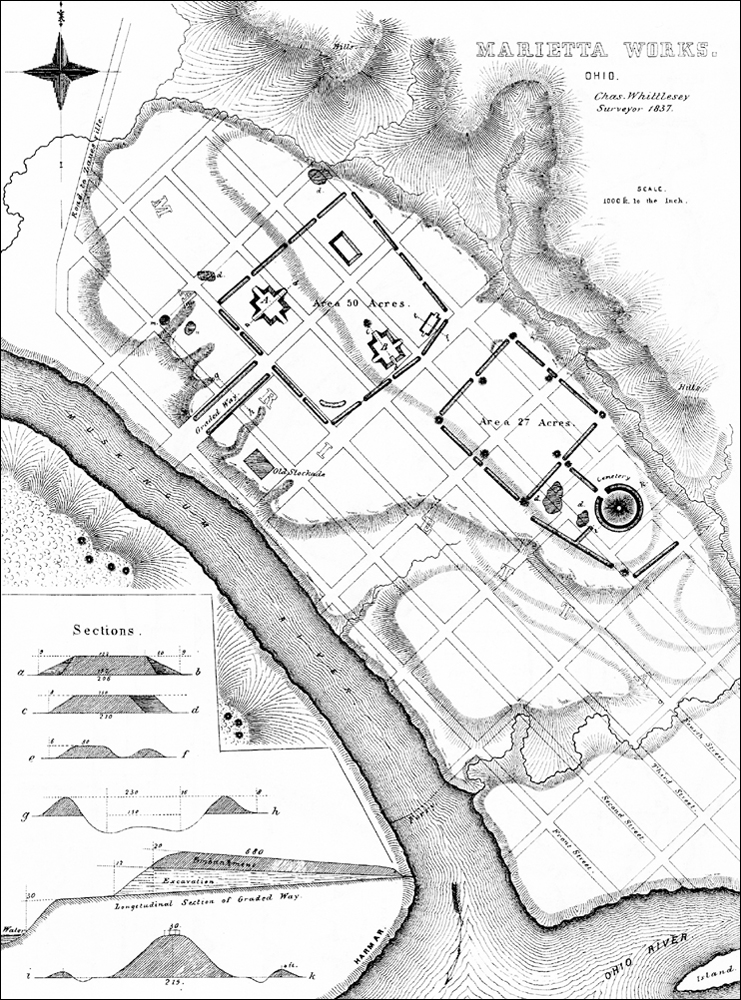
Plan de 1837 avec les enceintes et les tumulus encore préservés, dressé par Samuel R. Curtis ; publié en 1848 avec les voies en surcharge.

Le Marietta Earthworks est un site archéologique précolombien situé au confluent des rivières Muskingum et Ohio dans le comté de Washington, Ohio, aux États-Unis. Ce complexe est composé de trois enceintes fortifiées, de tumulus de différentes tailles, de fossés et de remblais. 
Il date de la Culture Hopewell. Les archéologues ont daté la construction du site cérémoniel d'environ 100 av. J.-C. à 500 apr. J.-C. La plus grande partie de ce complexe de terrassements est maintenant couverte par la ville moderne de Marietta. 

## Histoire et description
Les premiers colons européens sur place ont donné des noms latins aux différentes structures de ce site archéologique. Le complexe comprend la Sacra Via (qui signifie « voie sacrée »), trois enceintes fortifiées, le Quadranaou, le Capitole (qui signifie « capitale ») et au moins deux autres monticules de plate-forme supplémentaires, ainsi que le tumulus ou tertre funéraire Conus, son fossé et son remblai.

### Capitole
Le Capitole est un monticule pyramidal tronqué avec trois rampes menant à son sommet. Il est légèrement plus petit que le tertre Quadranaou. Bien qu'il ne soit pas en parfait état, il a été principalement préservé en raison de la construction de la bibliothèque du comté de Washington à son sommet en 1916. Selon des mesures et des recherches effectuées par l' archéoastronome William F. Romain dans les années 1990, lorsque le monticule a été construit, il était aligné à environ un degré avec le coucher du soleil du solstice d'hiver,.

### Conus
Le Conus (cône) est un grand tertre funéraire qui est entouré d'un remblai et d'un fossé, un peu comme un tumulus rond. Un trou dans le remblai et une rampe en terre à travers le fossé donnent accès à la base du monticule. Lorsqu'un mur de terre a été construit à l'extérieur du fossé, comme à cet endroit, cela signifie que le monticule était destiné à un usage cérémoniel, et non à un type de fortification. 
Le monticule s'élève aujourd'hui à 30 pieds (9,144 m) en hauteur et constitue la seule caractéristique intacte des travaux de terrassement. Le fossé entourant ce monticule mesure 15 pieds (4,572 m) de largeur et 4 pieds (1,2192 m) de profondeur ; le remblai qui l'entoure mesure environ 20 pieds (6,096 m) à sa base et 585 pieds (178,308 m) de circonférence.

### Enceintes et voie sacrée
Le site comprenait trois grandes enceintes, entourées de remblais de terre. La plus grande de ces enceintes, englobant environ 50 acres, se trouvait à l'extrémité nord-ouest du complexe, c'était une enceinte rectangulaire avec le sentier cérémoniel fortifié Sacra Via (voie sacrée) menant à la rivière Muskingum. À l'intérieur de l'enceinte se trouvaient quatre grands monticules de plate-forme, dont les deux plus grands du site, le Quadranaou situé dans le coin ouest de l'enceinte et le Capitole situé le long du côté sud-est. Les deux plus petits monticules sont situés dans les coins est et nord. 
La Sacra Via ou voie sacrée était de 680 pieds (207,264 m) de long par 150 pieds (45,72 m) de large ; c'est un chemin à gradins qui commence au centre du côté sud-ouest de l'enceinte et se termine à la rivière Muskingum ou non loin d'elle. Elle était bordée sur le côté de remblais de 10 pieds (3,048 m) de hauteur à l'enceinte et 20 pieds (6,096 m) de haut à leur extrémité. Des sections de la Sacra Via sont préservées comme une promenade menant de Third Street au parc Sacra Via. Comme pour les tertres du Quadranaou et du Capitole, les recherches ont montré que lorsque le site a été construit, la Sacra Via et les murs de l'enceinte étaient alignés avec le coucher du soleil au solstice d'hiver.
La deuxième plus grande enceinte était située à l'est de la plus grande et renfermait environ 27 acres. Elle était composée d'une série de murs de 5 pieds (1,524 m) de hauts avec dix portes. Plusieurs de ces portes étaient des ouvertures simples, mais deux d'entre elles, situées au centre des murs sud-ouest et nord-est, étaient des ouvertures doubles. Huit monticules ont été placés aux portes, les doubles portes ayant chacune un seul monticule.
La troisième et la plus petite enceinte était une série de remblais en ligne droite situés entre la deuxième enceinte et la berme entourant le monticule Conus.

### Quadranaou
Le Quadranaou était le plus grand des monticules de plate-forme du site. Il mesurait à l'origine 180 pieds (54,864 m) de longueur, sur 32 pieds (9,7536 m) de largeur, et 10 pieds (3,048 m) de haut. Le monticule avait quatre rampes nivelées menant au sommet situé au milieu de chaque côté, chacune de ces rampes mesurant 25 pieds (7,62 m) de largeur et 60 pieds (18,288 m) de longueur. Le tertre est actuellement conservé sous le nom de « Parc Quadranaou ». Selon des recherches effectuées dans les années 1990, lorsque le monticule a été construit, il était aligné à deux dixièmes de degré près avec le coucher du soleil au solstice d'hiver.

## Histoire moderne
Le site est étudié pour la première fois en 1786 par le capitaine Jonathan Hart, le commandant du Fort Harmar. Celui-ci a dessiné un plan du site qui a paru dans le numéro de mai 1787 du Columbian Magazine. Il a mené des études sur l'un des monticules ; on pense maintenant que son travail a été la première enquête archéologique dans l'état de l'Ohio. En 1788, Benjamin Franklin a supposé que les travaux de terrassement avaient peut-être été construits par des membres de l'expédition de Hernando de Soto en 1540 à travers le sud-est de l'Amérique du Nord. 
Les études suivantes furent menées par Rufus Putnam en 1788 et par le révérend Manasseh Cutler en 1789 alors qu'ils commençaient à arpenter et à fonder la ville moderne de Marietta. Cutler fit abattre plusieurs arbres poussant hors des terrassements pour pouvoir compter les anneaux de croissance ; il a ainsi pu déterminer que les arbres avaient commencé à pousser 441 ans plus tôt, donc vers 1347. Ces données sur l'âge des arbres, associées au fait que les arbres avaient été précédés par un autre cycle de croissance d'âge au moins égal, ont argumenté contre la théorie de Soto et repoussé la date de construction des terrassements à 1000 ans avant les années 1780. Compte tenu de cet âge tardif, d'autres ont plus tard prétendu, également à tort, que les monticules avaient été construits par des groupes aussi divers que les Toltèques d'Amérique centrale et les Scythes d'Europe.
Entre 1788 et 1796, les membres de l'Ohio Company of Associates prirent des dispositions pour que les monticules soient arpentés et protégés, leur donnèrent leurs noms latins et les placèrent sous le domaine du futur maire de Marietta. Cela a gardé les monticules relativement sûrs pendant près d'un siècle avant que les habitants de Marietta ne commencent à les démanteler pour divers projets de construction. En 1801, le cimetière Mound a été fondé sur le monticule Conus, le préservant de la destruction future. On pense que le cimetière abrite les tombes de plus d'officiers de la guerre d'indépendance américaine que tout autre cimetière.
Le complexe fut à nouveau étudié et dessiné en 1838 par Samuel R. Curtis, à l'époque ingénieur civil pour l'état de l'Ohio. Cette enquête a été incorrectement attribuée à Charles Whittlesey par EG Squier et EHDavis dans leurs monuments antiques de la vallée du Mississippi, publiés par la Smithsonian Institution en 1848. À l'époque, le complexe « comprenait une grande enceinte carrée entourant quatre monticules pyramidaux à sommet plat, un autre carré plus petit et une enceinte circulaire avec un grand tertre funéraire en son centre ».
La Sacra Via a été en grande partie détruite en 1882, l'argile résultante étant utilisée pour la fabrication de briques. La plupart des murs de terrassement ont également été démolis à la même époque, pour des projets de construction similaires.
Le monticule Conus a été inscrit au registre national des lieux historiques le 23 février 1973 sous le nom de Mound Cemetery Mound, numéro d'inscription 73001549. En 1990, des archéologues du Cleveland Museum of Natural History ont fouillé une section du monticule du Capitole et ont déterminé définitivement que le monticule a été construit par des peuples de la culture Hopewell.

## Galerie

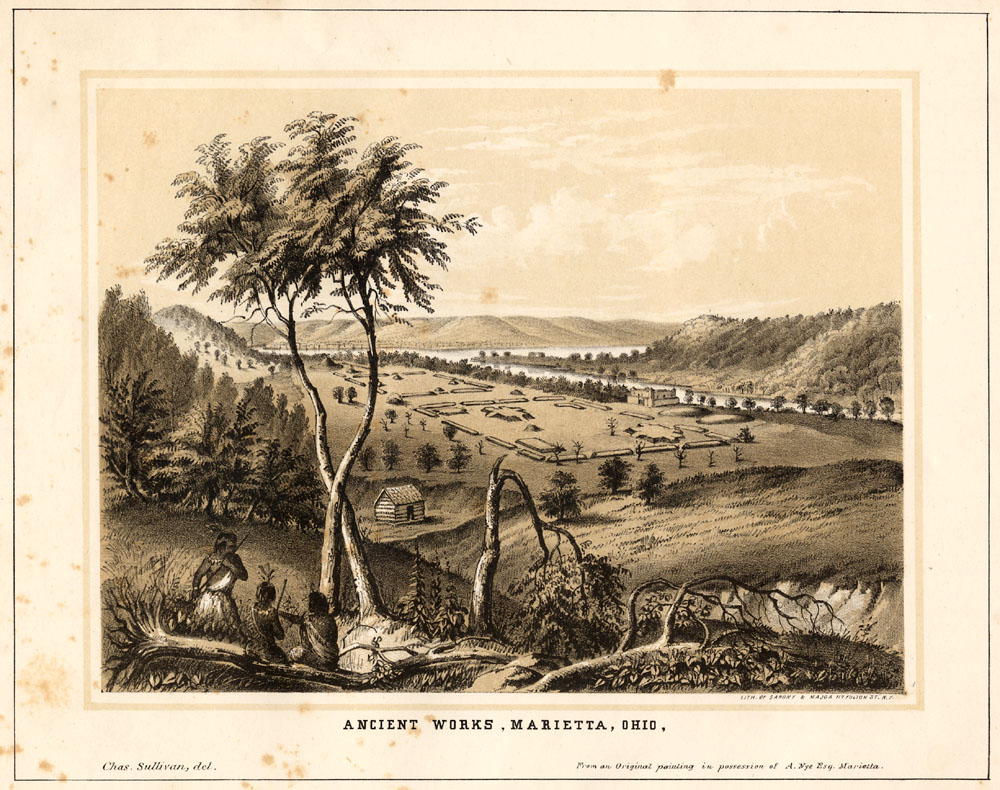
Vue d'ensemble au début du XIXe siècle.
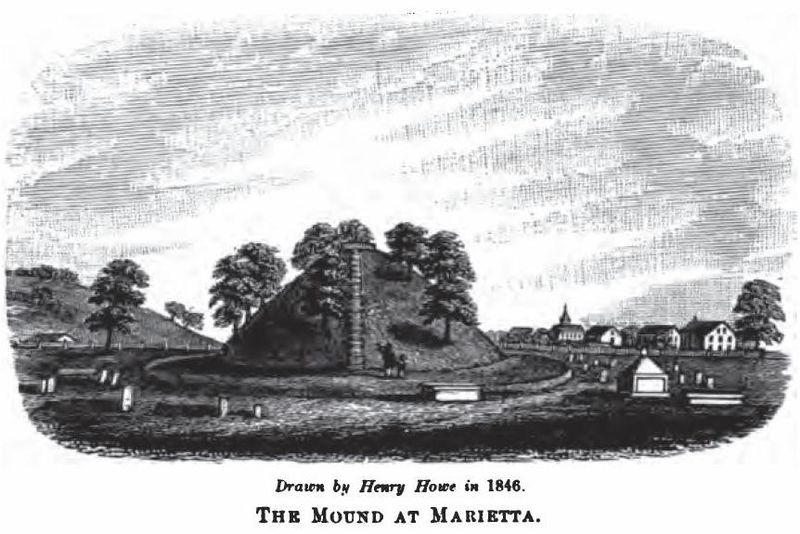
Dessin du Conus au cimetière de Mound, 1846.
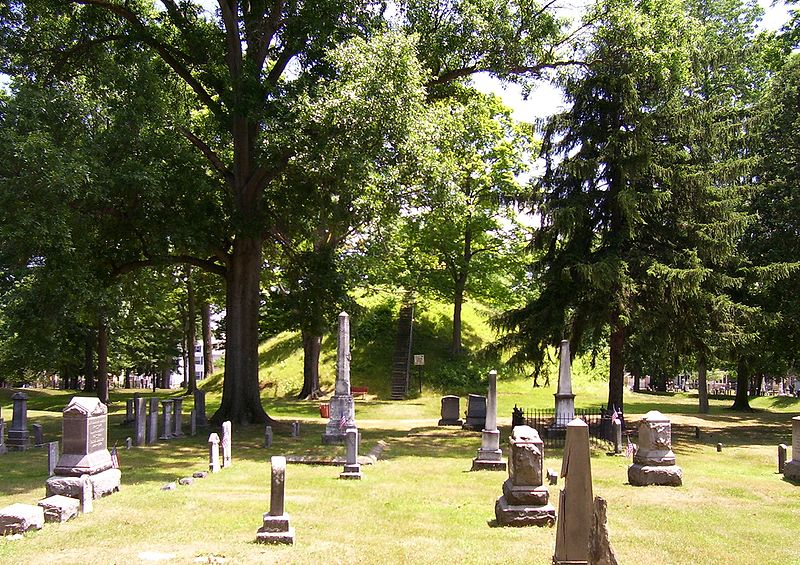
Le Conus en 2007.
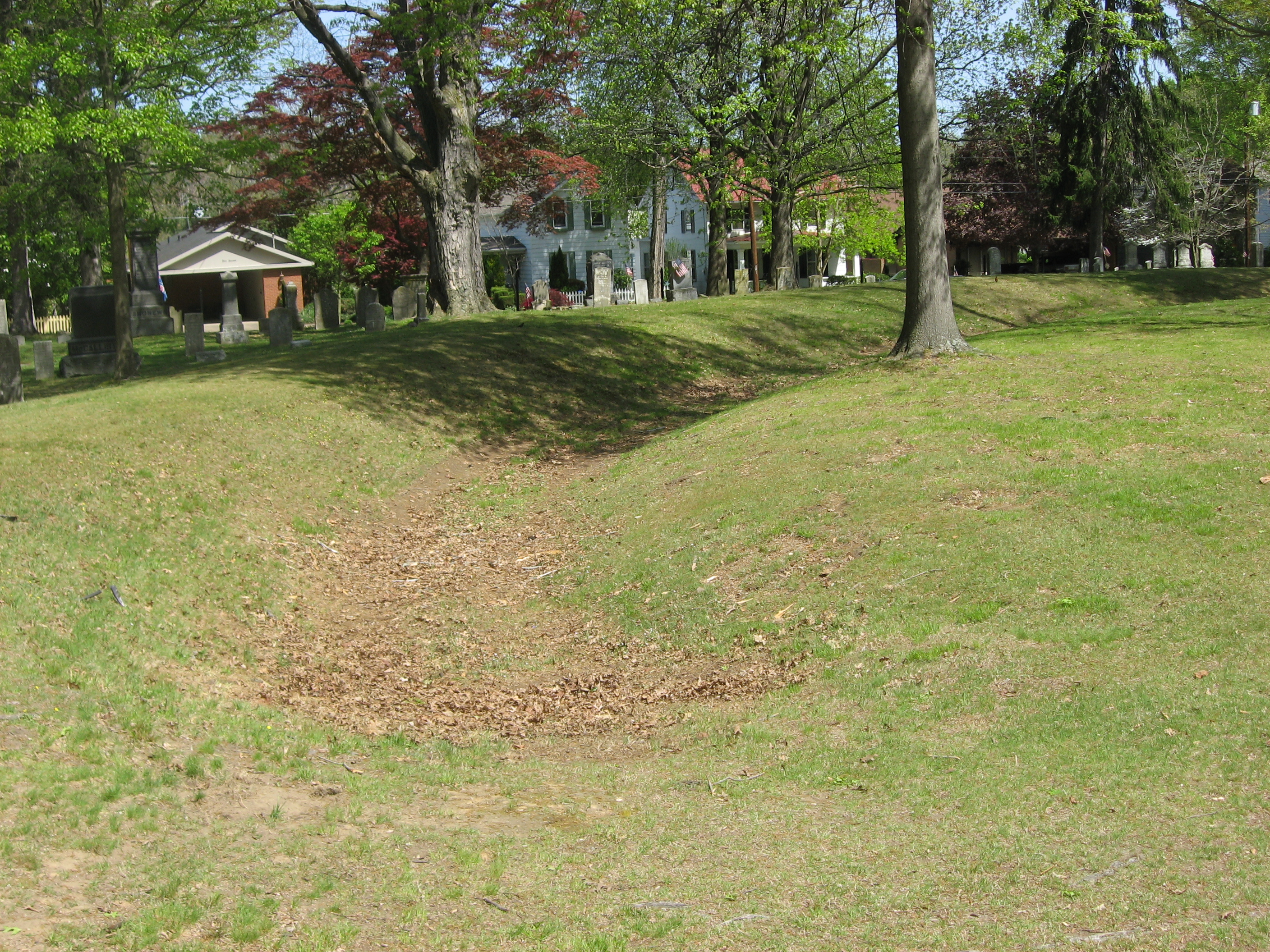
Fossé et remblai autour du Conus.

## Sources
- (en) Cet article est partiellement ou en totalité issu de l’article de Wikipédia en anglais intitulé « Marietta Earthworks » (voir la liste des auteurs).